# Convento do Carmo (Rio de Janeiro)
O Convento do Carmo do Rio de Janeiro localiza-se na praça XV, no centro da cidade. O atual convento situa-se na rua Morais e Vale, 1111. Foi onde a rainha de Portugal Maria I morreu, em 1816.

## Histórico

### Origens

Rua Primeiro de Março, Convento do Carmo e Igreja de Nossa Senhora do Carmo à esquerda (foto de Marc Ferrez).

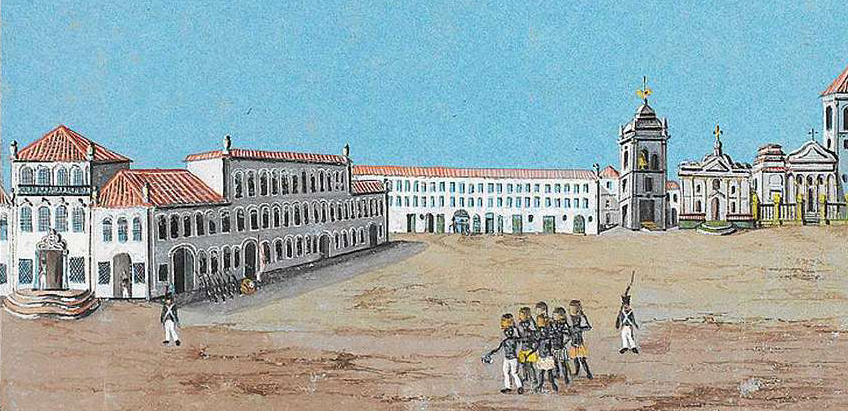
Vista do Largo do Carmo em 1818 por Franz Josef Frühbeck (detalhe). À esquerda vê-se o Paço Imperial, com o grande edifício do Convento do Carmo ao fundo. Do lado direito do convento está a torre sineira e a Igreja do Carmo, que nessa época era a Capela Real e Catedral da cidade. Mais à direita está a Igreja da Ordem Terceira do Carmo.

A história do Convento do Carmo começou com Frei Pedro Viana, que, após fundar o Convento do Carmo de Santos, veio com outros carmelitas para o Rio de Janeiro em 1589. Nessa data, receberam da Câmara a Capela de Nossa Senhora do Ó, localizada perto da praia, que converteram em Capela da Ordem do Carmo. Em 1611, receberam o terreno contíguo à capela, no qual começaram a construir o convento a partir de 1619. O convento teve de ser reformado algumas vezes na época colonial. A partir de 1761, a capela da ordem foi reconstruída (veja Igreja de Nossa Senhora do Monte do Carmo).

### Família Real
Em 1808, com a chegada do Príncipe-Regente Dom João VI e da corte portuguesa, o Convento do Carmo foi confiscado e aí foi alojada a Rainha Maria I de Portugal, local onde ela passou os últimos 8 anos de sua vida. No convento também se instalou o Real Gabinete de Física e o depósito do Palácio. Em 1810 instalou-se a Real Biblioteca no terreno do convento, num edifício pertencente à Ordem Terceira do Carmo. Os livros da biblioteca, vindos de Portugal, foram o embrião da Biblioteca Nacional do Brasil.
Um passadiço foi construído ligando o convento ao Paço Imperial, que nessa época passou a ser um Palácio Real. A igreja do convento foi transformada em Capela Real e Catedral. Entre 1840 e 1896, o convento abrigou o Instituto Histórico e Geográfico Brasileiro.

### O edifício hoje
Em 1906, a fachada do convento foi redecorada em estilo eclético, alterações que foram retiradas em 1960, quando o edifício foi restaurado e tombado pelo IPHAN. O velho edifício do convento pertenceu à Universidade Cândido Mendes (UCAM) até 2011, quando foi retomado, por dívidas, pelo Estado do Rio de Janeiro. Atualmente o convento encontra-se administrado pela Procuradoria Geral do Estado do Rio de Janeiro, que transformou o prédio no Centro Cultural PGE-RJ. O prédio recebe exposições de arte, além de acolher as bibliotecas da Procuradoria, as salas de aula da pós-graduação em Advocacia Pública oferecida pela Escola da PGE-RJ e o Espaço Memória da Procuradoria.
A partir de 2023, o Sesc RJ abriu no prédio um bistrô com espaço para cinquenta e quatro pessoas, além de um espaço para realização de eventos culturais.

## Arquitetura
O Convento do Carmo foi um dos maiores edifícios da cidade colonial, mas seu valor histórico é maior que o artístico. O convento tem a particularidade nunca ter tido um claustro, diferentemente dos modelos conventuais tradicionais. Os dois primeiros andares, com janelas muito espaçadas, são mais antigos, enquanto o terceiro andar foi construído na segunda metade do século XVIII e possui janelas de verga superior curva. A fachada posterior tem uma série de contrafortes, provavelmente construídos na mesma época em que se fez o passadiço (já demolido) que ligava o convento ao Paço Imperial.
A abertura da rua do Cano, atual rua Sete de Setembro, entre o convento e a Igreja do Carmo, destruiu parte da fachada lateral do convento.

## Os carmelitas hoje
Entre 1808 e 1810, os carmelitas moraram provisoriamente no convento de Nossa Senhora de Oliveira, à rua dos Barbonos (forma como eram designados os frades franciscanos capuchinhos, ainda hoje referidos como "barbadinhos" por, outrora, não rasparem o rosto, nem apararem as barbas, moradores originais deste convento,) atual rua Evaristo da Veiga. Em 1810 receberam, por doação do bispo Dom José Caetano da Silva Coutinho, com a anuência do Príncipe Regente, como forma de compensação pela perda do tradicional Convento do Carmo, o antigo seminário com capela anexa de Nossa Senhora da Lapa do Desterro. A igreja passou a se chamar Nossa Senhora do Carmo da Lapa. No dia 14 de setembro de 1958, um incêndio destruiu o convento, com todo seu recheio artístico, e foi demolido, substituindo-o um edifício moderno. O novo Convento do Carmo do Rio de Janeiro está situado na Rua Morais e Vale, 111.